# Édouard Stephan
Édouard Stephan   (Niort, 31 d'agost de 1837 - Marsella, 31 de desembre de 1923) (Édouard Jean-Marie Stephan), va ser un astrònom francès.

## Biografia
Després de passar per la École normale supérieure de París, on es va llicenciar en matemàtiques, va ser nomenat per Urbain Le Verrier director de l'Observatori de Marsella en 1866, càrrec que ocuparà fins a 1907.
En 1868 dirigeix una expedició per observar un eclipsi de sol en el regne de Siam, acompanyat de Georges Rayet, un astrònom de la seva mateix promoció. Observant l'espectre de les protuberàncies solars va descobrir una línia d'emissió fins llavors desconeguda que Stephan descriurà com de color groc palla. L'element químic desconegut serà batejat com a heli i serà aïllat a la Terra pels químics 17 anys més tard.
En 1873, Stephan intenta mesurar l'extrema menudència del diàmetre aparent dels estels fixos, utilitzant la tècnica de la interferometria, a través de dues finestres separades en el telescopi de Foucault. No va obtenir cap resultat positiu, establint que el diàmetre aparent dels estels és considerablement inferior a 0.158 segons d'arc.
L'obra principal d'Stephan va ser el descobriment d'entorn de 800 nebuloses extremadament febles, segons les seves pròpies paraules, entre 1869 i 1885. Actualment se sap que els objectes que Stephan denominava nebuloses en realitat són galàxies compostes de milers de milions d'estels, encara que aquest descobriment no es va realitzar fins a 1924 per Edwin Hubble. Stephan va fer notar que les nebuloses es repartien en petits grups, avui dia coneguts com a grups de Hickson, entre els quals destaca el conegut com a Quintet d'Stephan.
A pesar que va ser descobert per Jérôme Coggia, el seu nom està associat al cometa periòdic 38P/Stephan-Oterma. Així mateix, Stephan va descobrir dos asteroides: (89) Julia i (91) Aegina en 1866.